# Hydrornis schneideri
La pitta di Schneider (Hydrornis schneideri (Hartert, 1909)) è un uccello passeriforme della famiglia dei Pittidi.

## Descrizione

### Dimensioni
Misura fino a 22 cm di lunghezza, coda compresa.

### Aspetto
Si tratta di uccelli dall'aspetto massiccio e paffuto, con ali e coda corte, testa arrotondata e becco allungato.

Fronte, calotta e nuca sono di color bruno-arancio, mentre guance, gola (quest'ultima più chiara e spesso con decise sfumature biancastre), petto, fianchi, ventre e sottocoda sono di color nocciola: dai lati del becco parte una banda nera che toccando l'occhio raggiunge l'orecchio, formando una mascherina, e nera p anche una seconda banda che percorre l'attaccatura del collo da spalla a spalla. Ali e coda sono di color azzurro brillante nel maschio (ad eccezione delle remiganti primarie che appaiono di colore bruno-verdastro), mentre nella femmina esse sono interamente bruno-verdastre e solo la coda conserva l'azzurro: le femmine mancano inoltre della banda pettorale nera. In ambedue i sessi, gli occhi sono bruni, le zampe sono di oclor carnicino ed il becco è naerastro.

## Biologia

### Comportamento
Si tratta di uccelli diurni, attivi soprattutto alle prime ore del mattino, che all'infuori del periodo degli amori vivono da soli in un territorio ben delimitato, che viene difeso anche aggressivamente nei confronti di intrusi conspecifici.

### Alimentazione
La pitta di Schneider si nutre perlopiù di lombrichi e chiocciole, che vengono rinvenuti al suolo utilizzando il becco come sonda per smuovere il fogliame e il terriccio umido: questi uccelli non disdegnano inoltre di cibarsi di insetti e altri piccoli invertebrati.

### Riproduzione
La riproduzione di questi uccelli non è stata finora descritta in natura, ma si ritiene tuttavia che non si discosti significativamente dal pattern seguito dalle altre specie di pitte.

## Distribuzione e habitat
Ritenuta estinta fino al 1988 dopo essere stata avvistate per l'ultima volta nel 1918 e "riscoperta" solo recentemente, la pitta di Schneider è endemica di Sumatra, dove il suo areale è ristretto ai monti Barisan che percorrono l'isola in direttrice nord-sud. Il suo habitat è rappresentato dalla foresta pluviale montana al di sopra dei 900 m di quota, nel cui sottobosco questi uccelli si muovono.